# Spiritwood (Saskatchewan)
Spiritwood es un pueblo canadiense situado en la provincia de Saskatchewan.

## Superficie
Spiritwood tiene una superficie de 2,91 km².

## Demografía
En 2021, tenía 966 habitantes, una densidad poblacional de 332,5 hab./km², y 422 viviendas.